# Theodor van Eupen
Theodor van Eupen (Düsseldorf, 24 aprile 1907 – Lipówka, 14 dicembre 1944) è stato un militare tedesco e membro delle SS. Fu il comandante del campo di lavoro forzato (Arbeitslager) di Treblinka I per tutta la durata del suo funzionamento e per questo motivo tra i responsabili dell'Olocausto.
A differenza del campo di sterminio parallelo di Treblinka II, subordinato alle autorità dell'Operazione Reinhard di Berlino, Treblinka I era controllato dalle SS e dalla polizia di Varsavia. Il campo di lavoro fu liquidato il 23 luglio 1944, prima dell'avanzata sovietica: fino a quel giorno, più della metà dei circa 20.000 detenuti presenti era già morto per colpa delle esecuzioni sommarie, della fame, delle malattie e dei vari maltrattamenti. La forza lavoro regolare consisteva in 1000-2000 prigionieri, terrorizzati da una dozzina circa di SS insieme a 100 guardie Wachmänner.

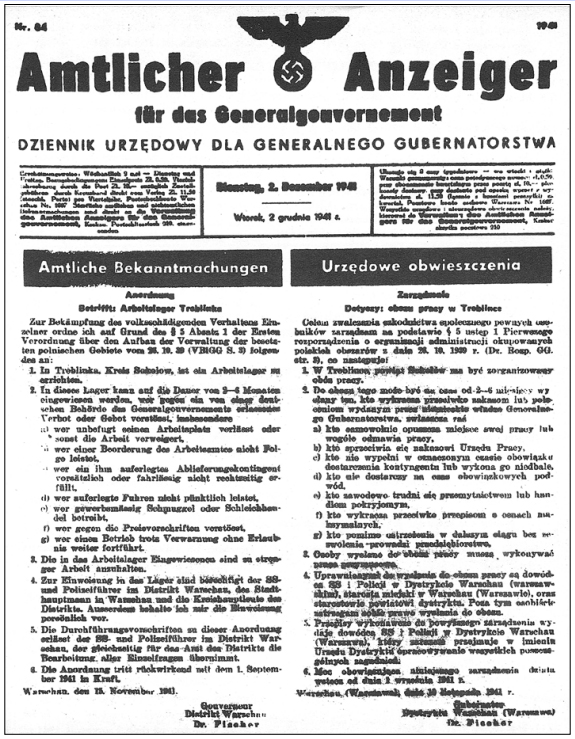
Annuncio della fondazione dell'Arbeitslager di Treblinka, gestito da van Eupen.

## Biografia

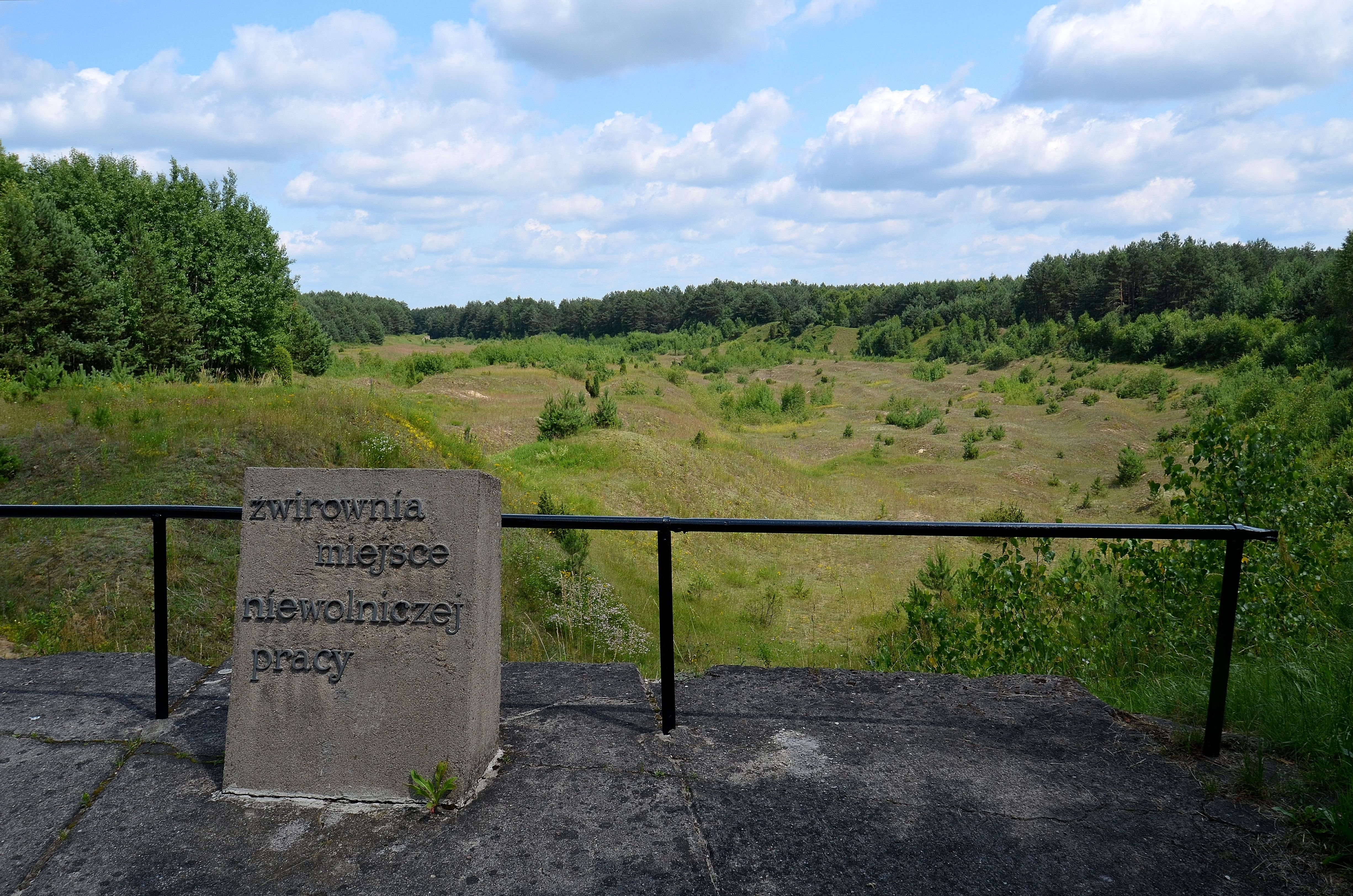
Sito storico dell'Arbeitslager di Treblinka I con la lapide commemorativa.

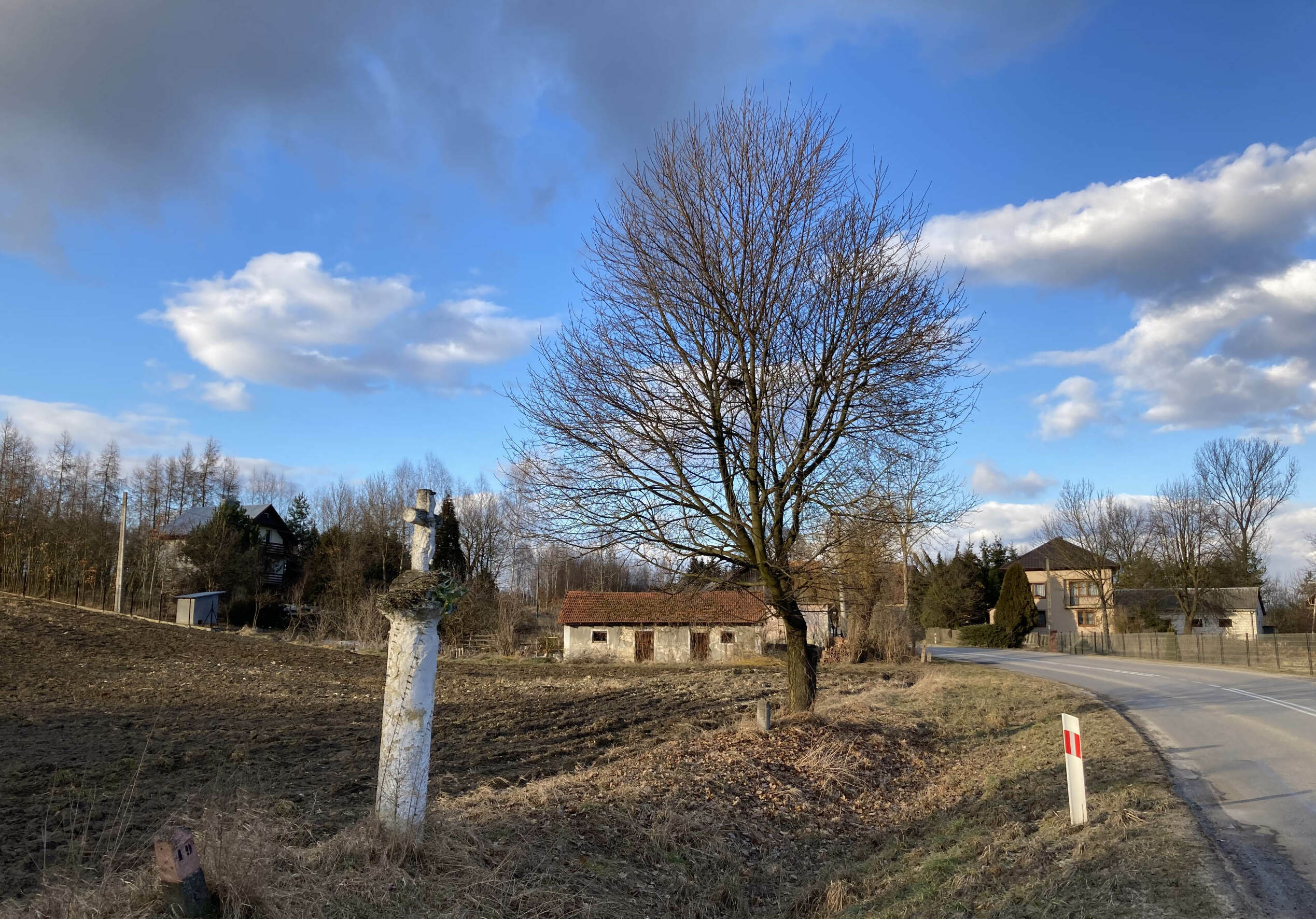
Lipówka, il luogo dell'imboscata.

Nato a Düsseldorf, si laureò in legge prima dello scoppio della seconda guerra mondiale (alla pari di altri membri di spicco del Partito Nazista come ad esempio Hans Frank, capo del Governatorato Generale) e si arruolò nelle Schutzstaffel (nº 4.528). Dopo l'invasione della Polonia, fu promosso alla posizione di comandante del campo di Treblinka I nell'estate del 1941, prima della fondazione ufficiale del campo, poi avvenuta a novembre 1941. Supervisionò la costruzione delle baracche e la realizzazione della recinzione di filo spinato alta 2 metri lungo il perimetro del campo.
Il campo di Treblinka I era una cava di ghiaia attiva, dotata di macchinari pesanti, essenziale per la produzione del cemento usato per la realizzazione delle strade. Prima dell'occupazione tedesca, la cava era di proprietà dell'industriale polacco Marian Łopuszyński, che collegò l'impianto al nodo ferroviario di Małkinia-Sokołów Podlaski. La creazione di una colonia penale in questo luogo fu un'idea dello Sturmbannführer Ernst Gramss, che la gestì inizialmente come fosse un'impresa personale nella Polonia occupata. La cava divenne vitale durante l'attacco tedesco all'Unione Sovietica, data la capacità di fornire il materiale necessario per il programma strategico di ampliamento stradale intorno al confine tedesco-sovietico.
Eupen fu ufficialmente responsabile di Treblinka I dal 15 novembre 1941 (data di fondazione del campo per ordine del governatore di Varsavia Ludwig Fischer), fino alla sua chiusura avvenuta il 23 luglio 1944. Lavorò a stretto contatto con le SS e la polizia di Varsavia durante la deportazione degli ebrei verso le camere a gas di Treblinka II all'inizio del 1943, sfruttando la possibilità di avere la manodopera dal ghetto di Varsavia per le necessarie sostituzioni. Sosteneva di essere un aristocratico tedesco-olandese e amava farsi visitare dalla moglie e dai due figli piccoli. Era temuto anche dai suoi subordinati delle SS, puniti con l'invio sul fronte orientale anche per le più piccole infrazioni tanto che si guadagnò la reputazione di sadico, spesso giustiziando personalmente i prigionieri "sparando loro addosso, come se fossero pernici", come lo descrisse il capostazione polacco Franciszek Ząbecki.
Eupen aveva comunque dei prigionieri che tenevano turni lavorativi variabili tra le 12 e le 14 ore, ricevevano una zuppa d'acqua a colazione, una zuppa simile a pranzo e una bevanda di cereali arrostiti con pane di segale a cena, ogni pagnotta veniva condivisa da 10 di loro. Durante la liquidazione del campo, circa 500-700 detenuti furono giustiziati dalle SS nella foresta vicina e tutte le strutture furono rase al suolo. La fortuna di van Eupen finì poco dopo, infatti fu ucciso dai partigiani polacchi vicino a Jędrzejów a metà dicembre 1944, in un'imboscata sulla strada. Saltò fuori dall'auto e corse a piedi fino al villaggio di Lipówka, dove si infilò sotto un mucchio di fieno. I partigiani mitragliarono il suo nascondiglio e seppero chi era solo dai documenti che trovarono sul suo cadavere.